# Bombenanschlag in Budapest am 23. Dezember 1991
Bei dem Bombenanschlag in Budapest am 23. Dezember 1991 verübte die palästinensische Terror-Organisation „Bewegung für die Befreiung Jerusalems“ mit Unterstützung deutscher Terroristen einen Anschlag auf einen mit 31 jüdischen Auswanderern aus der Sowjetunion besetzten Bus. 
Wegen einer zu frühen Zündung wurden bei diesem Anschlag trotz einer 25-Kilo-Autobombe lediglich sechs Menschen verletzt, davon vier Businsassen und zwei Polizisten.
Ein Urheber des Anschlags war der 1999 in Wien getötete Horst Ludwig Meyer. 2004 wurde Meyers ehemalige Lebensgefährtin Andrea Klump wegen Beihilfe zu versuchtem Mord in 32 Fällen zu einer Freiheitsstrafe von 12 Jahren verurteilt.